# La Patagonia rebelde
Pour plus de détails, voir Fiche technique et Distribution.
La Patagonia rebelde (« La Patagonie rebelle ») est un film historique argentin réalisé par Héctor Olivera, sorti en 1974. Il porte à l'écran la lutte sociale et la répression tragique de la Patagonie rebelle en 1920 et 1921, d'après l'enquête d'Osvaldo Bayer. Lauréat d'un Ours d'argent à la Berlinale 1974, le film fut rapidement censuré en Argentine, jusqu'à la fin de la dictature en 1984. 

## Synopsis
Buenos Aires, janvier 1923. Un inconnu (dans les faits l'anarchiste Kurt Wilckens) assassine le lieutenant-colonel Zavala (en réalité Héctor Benigno Varela).
Trois ans plus tôt, en réponse à l'exploitation patronale, les anarcho-syndicalistes de la Société Ouvrière de Río Gallegos, dont le secrétaire général est le galicien Antonio Soto, votent à l’unanimité la grève du personnel hôtelier de la province. C'est un succès et les camarades décident de transformer le mouvement en grève générale : les travailleurs ruraux de la province (production lainière), particulièrement, sont exploités dans les estancias pour un salaire dérisoire, d'autant plus s'ils sont Chiliens.
Les grands propriétaires et la bourgeoisie locale prennent peur face à ce mouvement qui pourrait suivre l'exemple de la Révolution russe, d'autant que la majorité des leaders sont européens. Ils refusent les revendications des travailleurs, le gouverneur local souhaite une réponse féroce et la police, sous les ordres du commissaire zélé Micheri, procède à des arrestations arbitraires, ce qui ne fait qu'intensifier la rébellion. Le gouvernement progressiste d'Hipólito Yrigoyen aimerait une solution pacifiste, et envoie depuis Buenos Aires le lieutenant-colonel Zavala afin de négocier avec patrons et travailleurs. 
Après une brève accalmie, les grands propriétaires ne respectent pas leurs engagements et la situation redevient cependant chaotique. Les grévistes occupent des estancias, prennent des otages ; certains abus sont commis. Le gouvernement vient à craindre que le Chili en profite pour envahir la Patagonie argentine, et renvoie Zavala sur place afin que l'Armée liquide complètement le soulèvement. Cette fois, le lieutenant-colonel refuse tout dialogue et procède à une répression sanglante. Il fait fusiller les grévistes, dont le leader charismatique José Font, surnommé "Facón Grande". 1 500 ouvriers sont exécutés sommairement, mais Soto parvient à fuir au Chili.
Les grands propriétaires reviennent sur les avancées sociales obtenues, et le film se clôt ironiquement sur un banquet des notables locaux en l'honneur de Zavala, qu'il célèbrent en chantant... en anglais.

## Fiche technique
- Réalisation : Héctor Olivera
- Scénario : Osvaldo Bayer, Héctor Olivera et Fernando Ayala, d'après Los vengadores de la Patagonia trágica de Osvaldo Bayer
- Photographie : Víctor Hugo Caula
- Montage : Óscar Montauti
- Musique : Óscar Cardozo Ocampo
- Durée : 107 minutes
- Date de sortie : 
  -  Argentine : 13 juin 1974

## Distribution
- Héctor Alterio : le lieutenant-colonel Zavala (en réalité Varela)
- Luis Brandoni : Antonio Soto
- Federico Luppi : José Font, "Facón Grande"
- Pepe Soriano : Pablo Schulz
- Pedro Aleandro : Félix Novas
- José María Gutiérrez : le Gouverneur
- Alfredo Iglesias : le Ministre de l’Intérieur
- Carlos Muñoz : don Bernardo
- Eduardo Muñoz : Carballeira
- Héctor Pellegrini : Capitán Arzeno
- Jorge Rivera López : Edward Mathews
- Osvaldo Terranova : Ramón Outerello
- Jorge Villalba : Florentino Cuello, "El gaucho"

## Distinctions
- Ours d'argent à la Berlinale 1974
- Élu quatrième meilleur film argentin du XXe siècle lors d'une enquête du Musée du Cinéma de Buenos Aires en 2000